# Судбищенский район
Судбищенский район — административно-территориальная единица в составе Орловской области, существовавшая в 1946—1956 годах. Административный центр — село Судбище.

## История
Судбищенский район район был образован 12 марта 1946 года в составе Орловской области. Его территорию составили Благодатский, Глебовский, Гордоновский, Дарищенский, Залесенский, Кологривовский, Пасынковский и Старогольский с/с Волынского района; Дубровский, Лазавский, Мамоновский, Паньковский и Судбищенский с/с Новодеревеньковского района; населённые пункты Быковка, Любовка и территория совхоза «Красный Октябрь» Краснозоренского района.
15 марта 1956 года Судбищенский район был упразднён, а его территория передана в Новодеревеньковский район.